# Petri (namn)
Petri är ett mansnamn vars ursprung är en äldre genitivform av Petrus och är vanligt i Estland och Finland. I Sverige är namnet inte lika vanligt och de flesta som har namnet brukar oftast vara av estniskt eller finskt ursprung eller har estnisk eller finsk släkt.

## Personer med namnet Petri
- Petri Kontiola
- Pelle Miljoona
- Petri Varis
- Petri Vehanen